# Solo Mioranirina
Solo Dinatsilavina Mioranirina (ur. 1988) – madagaskarska zapaśniczka walcząca w stylu wolnym. Złota medalistka igrzysk Wysp Oceanu Indyjskiego w 2023 i brązowa w 2007 roku.